# Naissance en 1361
Naissance
- 1357
- 1358
- 1359
- 1360
- 1361
- 1362
- 1363
- 1364
- 1365

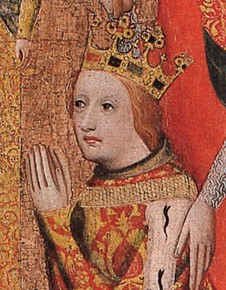
Venceslas de Luxembourg, né en 1361.

Cette page dresse une liste de personnalités nées au cours de l'année 1361  :
- 26 février : Venceslas de Luxembourg, surnommé l'Ivrogne, est un prince de la maison de Luxembourg, roi de Germanie (Venceslas Ier), roi de Bohême (Venceslas IV), électeur de Brandebourg et duc de Luxembourg (Venceslas II).
- 22 juillet: Charles III de Navarre, roi de Navarre, comte d'Évreux puis duc de Nemours.

- Shimon ben Tsemah Duran, autorité rabbinique médiévale et l'un des principaux artisans de la renaissance culturelle du judaïsme algérien.
- Trần Phế Đế, empereur du Đại Việt, 9e de la Dynastie Trần.
- Valentine Visconti, fille de Barnabé Visconti, seigneur de Milan, et de Reine della Scala.

date incertaine (vers 1361)
- Amédée de Saluces, ou Joannes Amadeus de Saluciis, cardinal italien.

## Crédit d'auteurs
- Cet article est partiellement ou en totalité issu de l'article intitulé « 1361 » (voir la liste des auteurs).